# Osphya albofasciata
Osphya albofasciata là một loài bọ cánh cứng trong họ Melandryidae. Loài này được Champion mô tả khoa học năm 1916.